# Federação Espírita Brasileira
A Federação Espírita Brasileira (FEB), fundada em 1884, é uma entidade de utilidade pública que constitui-se na mais importante e influente organização representativa do Espiritismo no Brasil e em quase todos os países em que o movimento espírita está presente.
Através de expoentes espíritas notórios, principalmente o Dr. Bezerra de Menezes, a Federação Espírita Brasileira logo consolidou no Brasil a formatação do Espiritismo enquanto religião. Em diversos países, a federação fornece amplo apoio à médiuns, palestrantes e outras organizações espíritas, publica e traduz livros na temática e promove ações de caridade. A FEB é a associação representante do Brasil junto ao Conselho Espírita Internacional (CEI).
Segundo dados de 2006, a FEB fornecia assistência social filantrópica a aproximadamente mil famílias e mantinha uma creche para 800 crianças em Santo Antônio do Descoberto, Goiás. A FEB já editou mais de 10 milhões de livros de Allan Kardec. Das obras psicografadas pela mediunidade de Francisco Cândido Xavier, mais conhecido como Chico Xavier, foram ultrapassados os 15,5 milhões de exemplares. Destes, Nosso Lar (ditado pelo Espírito André Luiz) é o mais lido, tendo superado a marca de 1,5 milhão de exemplares.
Em 2024 tornou-se pública a polêmica acerca da adulteração, por parte da FEB, de obras escritas pelo médium Chico Xavier.

## História

### Origens e fundação
As raízes do órgão federativo nacional remontam à publicação, no Rio de Janeiro, então Capital do Império, a 21 de janeiro de 1883, do periódico "Reformador", por iniciativa e às expensas de Augusto Elias da Silva, fotógrafo português radicado no Brasil, e cuja direção intelectual ficou a cargo do Major Francisco Raimundo Ewerton Quadros. Recorde-se que, naquele mesmo ano, o mesmo Elias da Silva promoveu um encontro fraternal de líderes espíritas, em virtude das divergências que grassavam entre os integrantes das instituições espíritas na Capital, à época - o Grupo dos Humildes, a Sociedade Acadêmica Deus, Cristo e Caridade, o Centro da União Espírita do Brasil e o Grupo Espírita Fraternidade.
Conjugados esses fatores, em reunião promovida por Elias da Silva, a 1 de janeiro de 1884, fundou-se a Federação Espírita Brasileira, estando presentes, além de Augusto Elias da Silva, Francisco Raimundo Ewerton Quadros, Manoel Fernandes Filgueiras, João Francisco da Silveira Pinto, Maria Balbina da Conceição Batista, Matilde Elias da Silva, Luis Móllica, Elvira P. Móllica, José Agostinho Marques Porto, Francisco Antônio Xavier Pinheiro, Manoel Estêvão de Amorim e Quádrio Léo.
No dia seguinte (2 de janeiro), foi eleita e empossada a sua primeira Diretoria, assim constituída: Major Ewerton Quadros, presidente; Fernandes Filgueiras, vice-presidente; Silveira Pinto, secretário; Elias da Silva, tesoureiro; e Xavier Pinheiro, arquivista. A instituição ficou inicialmente sediada na própria residência de Elias da Silva, o sobrado à rua da Carioca, 120.

### Primeiras décadas

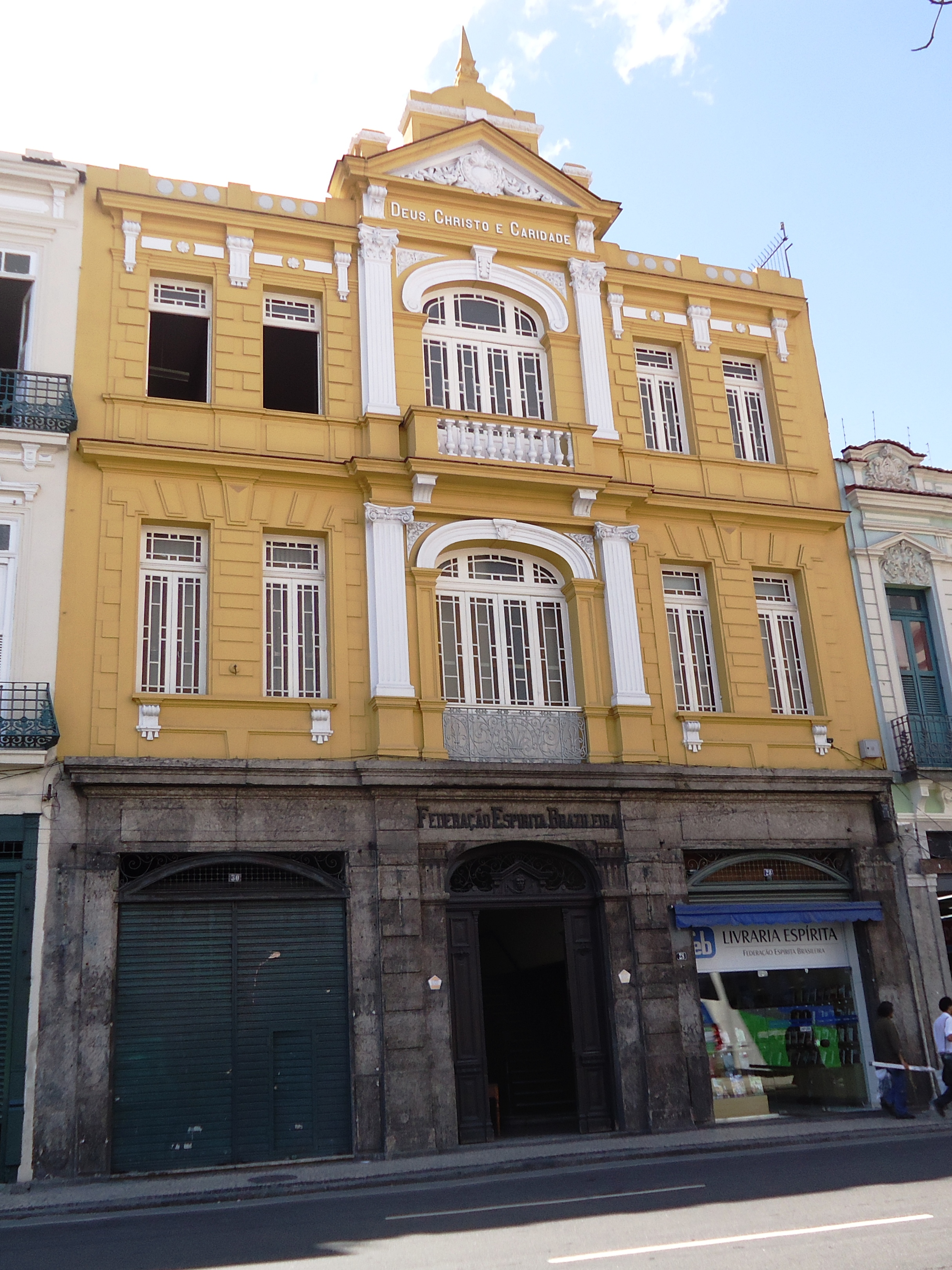
Antiga sede na Avenida Passos, no Rio de Janeiro.

Em seu ano de fundação, a Federação Espírita Brasileira logo iniciou um trabalho social caritativo. Porém, nos seus anos iniciais, a FEB também vivenciou diversas dificuldades quer de ordem administrativo-financeira quer ideológica, no plano interno, e as turbulências políticas e sociais da Capital do país, no plano externo. Como exemplo das primeiras, registrava-se uma cisão no movimento, entre os chamados "laicos" ou "científicos", liderados pelo professor Afonso Angeli Torteroli; e os "religiosos" ou "místicos", liderados pelo Dr. Bezerra de Menezes. Como exemplo das segundas, após a Abolição da Escravatura (1888) sucedeu-se a Proclamação da República Brasileira (1889) e as comoções vividas pela República da Espada, entre as quais a Segunda Revolta da Armada (1893). Tais circunstâncias resultaram no abandono da FEB por grande parte dos seus membros iniciais, deixando a sobrevivência da instituição a cargo de alguns poucos colaboradores.
Sucedeu a Ewerton Quadros, em 1889, o médico Dr. Adolfo Bezerra de Menezes. À frente da instituição, Bezerra consolidou a vertente "religiosa" do Espiritismo como fortemente a mais expressiva no Brasil. Inicialmente instituiu o estudo sistematizado de O Livro dos Espíritos nas reuniões públicas realizadas no salão da Federação. Em 1890 foi instituído o "Serviço de Assistência aos Necessitados", importante base para a atuação dos médiuns receitistas na instituição. Bezerra foi sucedido no início de 1895 por Júlio César Leal. Vindo este a renunciar após sete meses de gestão, Bezerra aceitou ser reconduzido, reassumindo a Presidência da Federação a 3 de agosto de 1895, cargo que exerceu até à sua morte em 1900. Durante este mandato, foi inaugurada a livraria da FEB (31 de março de 1897), responsável pela edição, distribuição e divulgação da literatura espírita. Até pelo menos 1910, porém, todos os "clássicos do Espiritismo" lançados pela Livraria da Federação foram editados pela empresa editorial H. Garnier, reconhecida pelo esmero na edição de livros.

### Primeira metade do século XX
Após uma dezena de mudanças de endereços desde a sua fundação, a sede própria da Federação foi inaugurada a 10 de dezembro de 1911, na antiga rua do Sacramento (atual Av. Passos, 28-30), no Rio de Janeiro, por Leopoldo Cirne. No ano seguinte (1912), a 3 de maio, era inaugurado na FEB o Curso Gratuito de Esperanto.
Em 1932, a FEB publicou o seu primeiro grande sucesso editorial: o "Parnaso de Além-Túmulo", que alcançou grande repercussão junto à imprensa e à opinião pública brasileira. O formato da obra não era novo: seguia os moldes de outra obra cujos direitos a instituição já possuía - Do País da Luz (4 vol.) -, coletânea de mensagens (textos, cartas e poemas) majoritariamente de autores renomados da literatura portuguesa, desencarnados, recebidos na primeira década do século XX pelo médium português Fernando de Lacerda. A autoria dos textos no Parnaso, recebidos pela mediunidade psicográfica do então jovem Francisco Cândido Xavier era predominantemente de figuras da literatura brasileira.
No ano de 1936 registrou-se a criação do Departamento de Esperanto na FEB. Às vésperas da implantação do Estado Novo, em 1937, no dia 27 de outubro, as dependências da FEB foram fechadas pela polícia, vindo as suas portas a ser reabertas três dias mais tarde, por determinação do Dr. Macedo Soares, então Ministro da Justiça.
O período seria marcado, ainda, pela abertura, em 1944, do famoso processo movido pela viúva do escritor Humberto de Campos contra a FEB e Francisco Cândido Xavier, visando receber direitos autorais pretendidos sobre as mensagens psicografadas supostamente atribuídas ao seu finado marido. A partir de então, a entidade passaria a se utilizar do pseudônimo "Irmão X". Após o término da Segunda Guerra Mundial, a instituição trouxe à luz a primeira edição de O Livro dos Espíritos em Esperanto (1946). Dois anos mais tarde, em 9 de setembro de 1948 inaugurou o seu Departamento Editorial e Gráfico.
O evento que marcou o final da década de 1940 foi a assinatura, a 5 de outubro de 1949, do chamado "Pacto Áureo", considerado o mais importante documento do Espiritismo no país, por significar a unificação do movimento espírita a nível nacional, por coordenação da FEB. Em decorrência da assinatura do documento, instala-se a 2 de janeiro de 1950, no Rio de Janeiro, o Conselho Federativo Nacional da FEB (CFN), congregando os representantes das Federações Espíritas Estaduais signatárias. Em função desse esforço, parte para a Região Nordeste do Brasil, a chamada "Caravana da Fraternidade", integrada, entre outros, por Artur Lins de Vasconcelos Lopes, Carlos Jordão da Silva e Leopoldo Machado. Como resultado, ampliou-se o número das federações estaduais adesas.

### Segunda metade do século XX
Finalmente, em 1960, no contexto da transferência da Capital do país do Rio de Janeiro para Brasília, o então Presidente da República, Juscelino Kubitschek, declarou a FEB como entidade de Utilidade Pública. Em 1967, a instituição inaugurou a Seção Brasília, no Distrito Federal (3 de outubro).
Uma década mais tarde, (1977), a FEB instituiu a Campanha de Evangelização da Infância e da Juventude, e publicou "Adequação dos Centros Espíritas para o Melhor Atendimento de suas Finalidades". Essa obra foi seguida, em 1980 pela "Orientação aos Centros Espíritas". Em 1984 a FEB institui a campanha do Estudo Sistematizado da Doutrina Espírita (ESDE), lançou o "Manual de Administração dos Centros Espíritas" e transferiu a sua sede para Brasília, em edifício próprio.
Em 1990 foram lançadas as campanhas "Em Defesa da Vida" e "Viver em Família", e lançadas as obras "Comunicação Social Espírita" e "Assistência e Promoção Social Espírita". O ano de 1996 foi marcado pelo lançamento da página da FEB na internet, em quatro idiomas: português, inglês, francês e espanhol.

## Adulteração de livros
Em 2020 a entidade havia emitido um comunicado onde negava a adulteração de qualquer texto: "Como é próprio da seriedade do trabalho cuidadoso da Casa de Ismael, não adulteramos as obras psicografadas pelo médium Francisco Cândido Xavier, ou de qualquer outro autor, encarnado ou desencarnado".
Em 2022, após denúncias de que desde o ano de 2012 a Federação vinha reeditando obras psicografadas pelo médium Chico Xavier com adulterações no texto original, foi realizada uma reunião da sua diretoria com representantes da União Espírita Mineira (UEM). A pressão dos mineiros veio de constatações, como a registrada por Cezar Carneiro de Souza - da cidade de Uberaba e amigo do médium - de que o livro "Boa Nova", com autoria atribuída ao espírito Humberto de Campos, estava na edição da FEB com 40 palavras mudadas, afirmando: "Aquela edição que a editora modificou passa a ser da editora. Troca o sentido. Até pode ser boa a tradução, mas não é correto”.
O encontro fora motivado por pressão de "biógrafos de Chico, amigos pessoais do médium, estudiosos da doutrina e pela própria UEM, pedindo o restabelecimento da originalidade dos textos", realizada no dia 31 de março daquele ano na sede da entidade na capital do país, teve a participação de Jorge Godinho, presidente da FEB, Geraldo Campetti, vice-presidente da FEB e Alisson Pontes, presidente da UEM. Como resultado a Federação emitiu uma nota em que admitia o erro e se comprometia a fazer uma "leitura comparada" entre os originais e as reeditadas, naquele ano somando um total de 112 livros.
No dia 29 de fevereiro de 2024, contudo, matéria do jornal O Globo reacendeu a polêmica, informando que a entidade dizia que as obras apenas haviam sido atualizadas e o vice-presidente da FEB e responsável editorial, Geraldo Campetti, negava-se a desfazer-se dos livros, e atribuía tal acusação a "boatos"; os defensores da integridade das obras, que se dedicaram ao estudo das mudanças, defendiam que os livros adulterados fossem destruídos, sendo então identificados 117 livros que a entidade adulterara o sentido. Familiares do médium, informou-se, estavam desde 2022 processando a FEB e um acordo judicial, mantido em sigilo, deliberou pela reedição das obras após análise em comum entre FEB e UEM. No mesmo dia a entidade publicou uma nota e emitiu um vídeo, negando haver feito adulterações, apenas atualizado a linguagem.
O episódio lembrou a ruptura, ainda na década de 1960, entre o médium mineiro e a Federação, justamente por pressões para alterar seus textos que então cessara de ceder-lhe os direitos, o que mais uma vez é negado pela entidade citando o próprio médium. No dia 4 de março de 2024 a FEB e a UEM emitiram uma nota conjunta onde informam que foram "9.500 páginas revisadas, 15 títulos já publicados e outros 18 que se encontram em processamento, com previsão de disponibilização gradativa a partir do segundo semestre deste ano". Dentre as passagens citadas está a análise pelo espírito Emmanuel onde o termo "vaso", comentado como sendo o corpo físico, fora trocado por "esposa", o que segundo o estudioso conclui: "A FEB reuniu todos os livros, de várias editoras, em que Emmanuel cita centenas de trechos evangélicos do Novo Testamento, para em função da tradução que ele escolheu, fazer os respectivos comentários. O que a FEB fez? Eliminou a tradução de Emmanuel. Substituiu-a por duas traduções (...) o que Emmanuel comenta perde todo o sentido", com as mudanças realizadas.